# David Zellner
Pour les articles homonymes, voir Zellner.
David Zellner, né en 1974 à Greeley (Colorado), est un réalisateur, scénariste et acteur américain qui vit et travaille à Austin, au Texas.
Zellner est surtout connu pour avoir réalisé les films Kid-Thing (2012) et Kumiko, the Treasure Hunter (2014).

## Filmographie partielle

### Comme réalisateur
- 1997 : Plastic Utopia
- 2001 : Frontier
- 2004 : The Virile Man
- 2004 : Quasar Hernandez
- 2005 : Foxy and the Weight of the World
- 2005 : Flotsam/Jetsam
- 2006 : Redemptitude
- 2007 : Aftermath on Meadowlark Lane
- 2008 : Goliath
- 2009 : Fiddlestixx (vidéo)
- 2009 : Cinemad Mix Tape #1 (vidéo)
- 2010 : Sasquatch Birth Journal 2
- 2011 : Slacker 2011
- 2012 : Kid-Thing
- 2014 : Kumiko, the Treasure Hunter
- 2018 : Pionnière (Damsel) (coréalisé avec Nathan Zellner)
- 2024 : Primitifs (Sasquatch Sunset) (coréalisé avec Nathan Zellner)

Prochainement
- Annoncé : Alpha Gang (co-réalisé avec Nathan Zellner)

### Comme scénariste
- 1997 : Plastic Utopia
- 2004 : The Virile Man
- 2004 : Quasar Hernandez
- 2005 : Foxy and the Weight of the World
- 2005 : Flotsam/Jetsam
- 2012 : Kid-Thing
- 2014 : Kumiko, the Treasure Hunter
- 2018 : Pionnière (Damsel) (coécrit avec Nathan Zellner)
- 2024 : Primitifs (Sasquatch Sunset) (coécrit avec Nathan Zellner)

### Comme acteur
- 1997 : Plastic Utopia : James
- 1998 : Dead Man's Curve : Deadhead #1
- 2001 : Frontier : Officer
- 2002 : I Love You : Man
- 2004 : Dear Pillow : Phone Man #1 (voix)
- 2004 : The Virile Man : Gary
- 2004 : Oh My God : Witness
- 2005 : Foxy and the Weight of the World
- 2005 : Flotsam/Jetsam
- 2006 : The Cassidy Kids : Cat Burglar
- 2008 : Untitled (Thanks, Get in...) : The Star
- 2008 : Goliath
- 2008 : Baghead : Festivalgoer
- 2009 : Beeswax : Scott
- 2010 : Tug : Geno
- 2010 : Shit Year : Hal Ashland
- 2011 : The Fickle : Scary Guy
- 2011 : Slacker 2011 : Kid with Soda #1
- 2012 : Kid-Thing : Caleb
- 2013 : Ain't Them Bodies Saints (Ain't Them Bodies Saints) : Zellner
- 2013 : The Bounceback : Cab Driver
- 2013 : Dignity : Lamb
- 2014 : Kumiko, the Treasure Hunter : Deputy
- 2014 : Faults : Restaurant Manager
- 2015 : There : Thrill
- 2017 : Manhattan Stories (Person to Person) de Dustin Guy Defa : Kent
- 2018 : Pionnière (Damsel) de lui-même et Nathan Zellner : Parson Henry